# Подборье (Холмогорский район)
Подборье — деревня в Холмогорском районе Архангельской области.

## География
Находится в центральной части Архангельской области на расстоянии приблизительно 46 км на юг по прямой от административного центра района села Холмогоры на правобережье реки Северная Двина.

## История
До 1922 года деревня называлась Ширковская и проживали в ней Агафоновы и Соснины, о чем говорят метрические книги. Уже в 1939 году отмечалась в составе Ракульского сельсовета Холмогорского района. До 2022 года входила в Ракульское сельское поселение до его упразднения.

## Население
Численность населения: 15 человек (русские 100 %) в 2002 году, 2 в 2010.